# 斯蒂文·芬

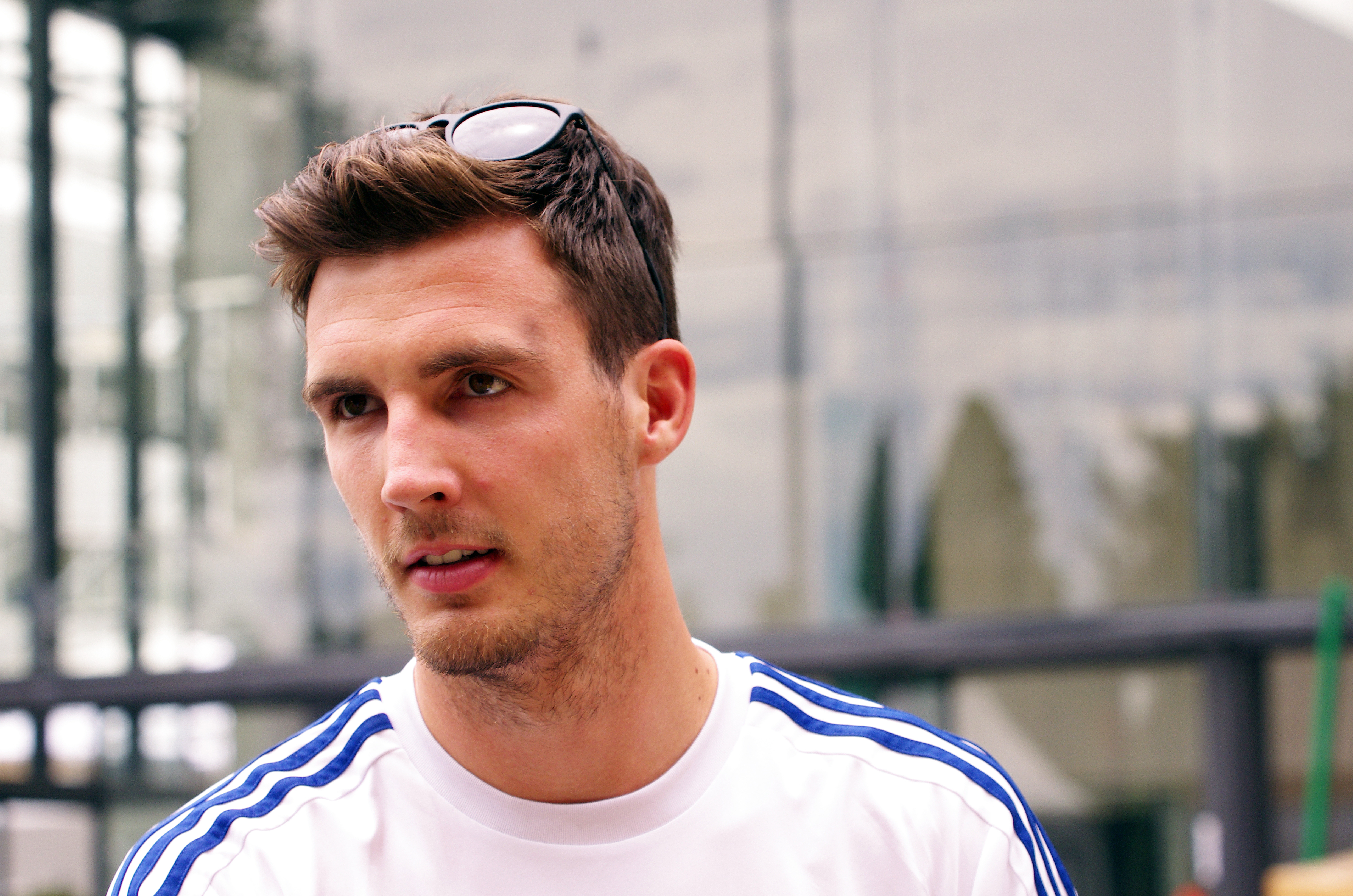
斯蒂文·芬, (2014)

斯蒂文·芬（英語：Steven Finn；1989年4月4日—）是一位英格蘭板球運動員。他是一位右手球員。他現在效力於米德塞克斯板球俱樂部。他也代表英格蘭板球代表隊參賽。